# Paul Rodriguez
Paul Rodriguez (Culiacán, Sinaloa, 19 juni 1955) is een in Mexico geboren Amerikaans acteur en komiek. Ook is hij werkzaam als stemacteur.

## Biografie
Rodriguez werd geboren in Culiacán, Sinaloa, Mexico, als de zoon van migranten landarbeiders. Hij groeide op in East Los Angeles en diende het leger, waarvoor hij werkzaam was in IJsland, Duluth, Minnesota en andere plaatsen.
Hoewel hij eerst advocaat wilde worden, belandde hij in de komedie. Zijn eerste rol in de sitcom van ABC, a.k.a. Pablo was een flop, en de serie werd na zeven afleveringen gestopt.
Zijn zoon Paul Rodriguez jr. is een professioneel skateboarder.

## Filmografie
- 1983 - D.C. Cab - Xavier
- 1987 - Born in East L.A. - Javier
- 1993 - Made in America - Jose
- 2001 - Crocodile Dundee in Los Angeles - Diego
- 2001 - Rat Race - Gus de taxichauffeur
- 2001 - Ali - Dr. Ferdie Pacheco
- 2003 - The Twilight Zone: Tagged - Rosas
- 2004 - A Cinderella Story - Bobby
- 2006 - Cloud 9 - Mr. Wong
- 2008 - Lonely Street - Det. Romero

### Stemmen
- 2005 - The Buzz on Maggie: Lunchlady - Vader van Julio
- 2008 - Beverly Hills Chihuahua - (onbekend)